# Henry Calderwood

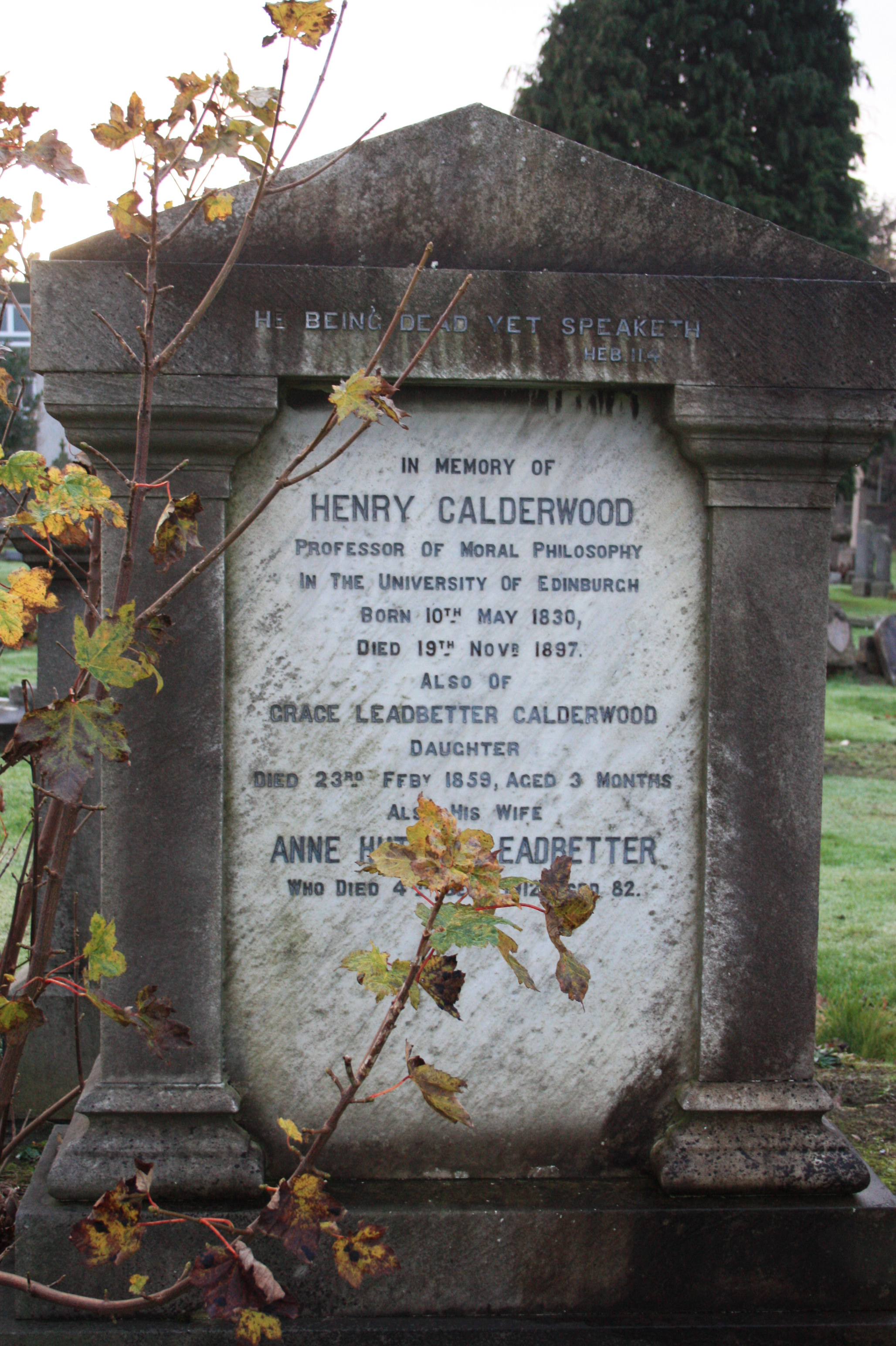
La tumba de Henry Calderwood, cementerio de Morningside, Edimburgo.

Henry Calderwood (10 de mayo de 1830 - 19 de noviembre de 1897) fue un filósofo escocés, nacido en Peebles.
Fue educado en la Royal High School en Edimburgo, y luego en la Universidad de Edimburgo. Estudió para el ministerio de la Iglesia Presbiteriana Unida de Escocia, y en 1856 fue ordenado pastor de la iglesia Greyfriars, en Glasgow.
Su primer y más conocido trabajo fue la Filosofía del Infinito (1854).